# Zelomorpha danjohnsoni
Zelomorpha danjohnsoni (лат.) — вид паразитических наездников рода Zelomorpha из семейства Braconidae. Назван в честь энтомолога C. Dan Johnson (Arizona State University, США).

## Распространение
Центральная Америка: Коста-Рика.

## Описание
Мелкие перепончатокрылые наездники, длина тела около 1 см. Эндопаразитоиды свободноживущих гусениц чешуекрылых (Noctuidae), которые питались на Verbenaceae: Diastema morata (на растении Lantana camara).
Шпора передних голеней короче первого членика лапки; передние лапки с простыми когтями, не гребенчатые; яйцеклад короче половины длины метасомы; лоб ограничен килями. Вид был впервые описан в 2019 году американскими и канадскими энтомологами во главе с Сарой Мейеротто (Sarah Meierotto, Кентуккийский университет, Лексингтон, США).